# Ludwig Zind
Ludwig Pankraz Zind (* 13. Februar 1907 in Offenburg; † 13. April 1973 ebenda) war ein deutscher Studienrat aus Offenburg, der im Rahmen des sogenannten „Falles Zind“ Ende der 1950er Jahre bundesweite Aufmerksamkeit erhielt.

## Leben
Ludwig Zind studierte an der Eberhard-Karls-Universität Tübingen und gehörte seit 1925 der Straßburger Burschenschaft Arminia zu Tübingen an. 1934 lebte er als Studienassessor in Pforzheim.

## Der Fall Zind
In der Nacht vom 23. auf den 24. April 1957 fand im Gasthaus Zähringer Hof in Offenburg ein folgenreiches Streitgespräch zwischen dem Studienrat Ludwig Zind, der am dortigen Grimmelshausen-Gymnasium die Fächer Biologie und Mathematik unterrichtete, und dem Kaufmann Kurt Lieser statt. Dieses Gespräch, das durch antisemitische Beschimpfungen gegen den KZ-Überlebenden und „Halbjuden“ Lieser durch den Offenburger Studienrat gekennzeichnet war, wurde zum Anlass einer öffentlichen Auseinandersetzung über Antisemitismus in der frühen Bundesrepublik. Zind äußerte im Gespräch unter anderem, die Juden seien am Niedergang der Weimarer Republik schuld gewesen und im „Dritten Reich“ hätte die Notwendigkeit bestanden, sie „auszuschalten“. Zind äußerte des Weiteren, er halte die Vergasung der Juden im „Dritten Reich“ für richtig und die Grundkonzeption des Nationalsozialismus sei ebenfalls richtig gewesen. Mehrmals fiel von Zind die Bemerkung, es sei schade, dass Lieser nicht vergast worden sei, dass wohl vergessen worden sei, Lieser zu vergasen und auch, dass es schade sei, dass er nicht den Kamin oder Rauchfang hochgegangen sei. Lieser wurde von Zind darüber hinaus als „Dreckspatz“ und „Dreckjude“ beschimpft. Lieser informierte aufgrund eines Ratschlags des Landgerichtsdirektors Schiruska den Oberrat der Israeliten Badens, der das Kultusministerium in Stuttgart über den Vorfall in Kenntnis setzte. Das Ministerium beauftragte das Oberschulamt Freiburg damit, sich um den Fall zu kümmern, das Oberschulamt gab die Angelegenheit zur Klärung an den Oberstudiendirektor des Grimmelshausen-Gymnasiums ab. Daraufhin kam es zu einer Aussprache im Grimmelshausen-Gymnasium. Zind weigerte sich jedoch seine Äußerungen des Streitgesprächs zurückzunehmen. Unter anderem ließ er verlauten: „Ich krieche doch vor einem Juden nicht zu Kreuze, lieber gehe ich Straßenkehren“, „Israel gehört ausradiert“. Nach Untätigkeit des Oberschulamts informierte Lieser Ende 1957 das Stuttgarter Spiegel-Büro. Daraufhin veröffentlichte das Nachrichtenmagazin am 18. Dezember einen Artikel über den Fall Zind. Nach dem Erscheinen des Artikels leitete das Oberschulamt Freiburg ein Dienststrafverfahren gegen Ludwig Zind ein. Im baden-württembergischen Landtag gab es eine Aktuelle Stunde. Zusätzlich erhob die Staatsanwaltschaft Offenburg Anklage gegen Ludwig Zind. Der Fall war auch deshalb so brisant, weil Ludwig Zind ein bekanntes Mitglied der Offenburger Gesellschaft war. So war der Studienrat beispielsweise Vorsitzender des Turnvereins 1848.

## Prozess gegen Ludwig Zind
Das Landgericht Offenburg stellte fest, dass Zinds Aussagen, der Holocaust habe seine Berechtigung gehabt, die Grundkonzeption des Nationalsozialismus sei richtig gewesen und sein Gesprächskontrahent Lieser „sei besser den Rauch hochgegangen“, beleidigend gewesen seien und das Andenken Verstorbener verunglimpft worden sei. (Volksverhetzung war zu dem Zeitpunkt noch kein Straftatbestand.) Im Prozess selbst bezeichnete Ludwig Zind den Staat Israel als eine „Pestbeule“, die ausradiert gehöre, und wiederholte seine Ansichten des Streitgesprächs. Ludwig Zind wurde vom Landgericht zu einem Jahr und einem Tag Gefängnis ohne Bewährung verurteilt. Zustimmung erfuhr das Urteil im Medienecho, während nach der Verurteilung von Teilen des Gerichtspublikums Sympathie für Ludwig Zind bekundet wurde.

## Flucht Zinds
Ludwig Zind musste seine Strafe jedoch nicht sofort antreten, und so konnte er vor dem Revisionsverfahren am 28. November 1958 erst nach Ägypten und danach nach Libyen fliehen, wo er Asyl genoss und eine Professorenstelle erhielt. Nach einem unentdeckten Aufenthalt in Deutschland 1960 wurde Zind auf der Rückreise nach Nordafrika aufgrund des internationalen Haftbefehls in Neapel festgenommen. 1961 wurde der Auslieferungsantrag der Bundesrepublik von Italien abgelehnt und Zind kam wieder auf freien Fuß. Am 11. Juli 1970 wurde er jedoch von der Polizei bei seiner Ankunft am Flughafen Düsseldorf festgenommen. Seine verbleibende Reststrafe musste Zind jedoch nicht antreten, sie wurde zur Bewährung ausgesetzt.

## Bedeutung der Medien im Fall Zind
Zur Anklage im Fall Zind (Ankläger war die Staatsanwaltschaft Offenburg) kam es erst, nachdem der Spiegel am 18. Dezember 1957 darüber berichtet hatte. Trotz des Scheiterns eines Versöhnungsgesprächs zwischen Ludwig Zind und Kurt Lieser unternahm das Oberschulamt Freiburg i. Br. nichts gegen den bekennenden Antisemiten und Lehrer Zind. Die Tatenlosigkeit des Oberschulamts und des baden-württembergischen Kultusministeriums veranlassten den 28-jährigen Spiegel-Journalisten Stähle dazu, den Fall an die Öffentlichkeit zu bringen. Die großen deutschen Zeitungen, u. a. Die Zeit, FAZ, Frankfurter Rundschau und Die Welt, aber auch internationale Blätter griffen den Fall auf, um einen Diskurs über antisemitisches Gedankengut in der frühen Bundesrepublik zu führen. 

Zind war Alter Herr der Straßburger Burschenschaft Arminia zu Tübingen in der Deutschen Burschenschaft und berief sich auch in seinen Reden auf seine Mitgliedschaft. Dies veranlasste die Freiburger Burschenschaft Franconia, in einem Leserbrief in der Zeitung Die Welt (21. Februar 1958) eine Verurteilung der Äußerungen Zinds und eine Distanzierung vom Antisemitismus zu veröffentlichen. Die Deutsche Burschenschaft verabschiedete angesichts des Falls Zind auf ihrem Burschentag 1958 folgenden Beschluss:
„Die Deutsche Burschenschaft nimmt den Fall des Studienrates Zind [...] zum Anlaß, sich erneut zum Grundsatz der Menschenwürde [...] zu bekennen und sich mit Nachdruck von jedem Antisemitismus und Rassenwahn zu distanzieren. Die Verbrechen, die das Dritte Reich an den Juden begangen hat, verpflichten jeden Deutschen, alles in seinen Kräften stehende zu tun, um zur Verständigung unter den Völkern beizutragen. Die Deutsche Burschenschaft bekräftigt daher ihren Willen, auch in Zukunft antisemitischen Tendenzen, wo immer sie auftreten, energisch entgegenzutreten.“
Auch im Film Rosen für den Staatsanwalt (1959) wurde der Fall Zind aufgegriffen. Zind wird dort Zirngiebel genannt. Im Film wird auf eine mögliche Hilfe der Justiz bei der Flucht Zinds angespielt. Der Film wurde 1960 mit dem Bundesfilmpreis ausgezeichnet, wobei der damalige Bundesinnenminister Gerhard Schröder (CDU) demonstrativ der Verleihung fernblieb. Regisseur Wolfgang Staudte wollte den Preis nicht von „dem ehemaligen SA-Mann“ Schröder annehmen.